# Споживай розумно

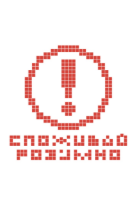
Логотип

«Споживай розумно» — соціальний проєкт, що декларує мету зниження ризиків надмірного вижвання алкогольних напоїв та енергетиків, популяризацію культури споживання алкоголю, обізнаності споживачів щодо норм споживання.
Проєкт заснований 2014 року, в ньому беруть участь «Нові продукти», «Кока Кола», Monster Energy, Amway, Red Bull та інші.

## Діяльність та проєкти

### 2014
- Заснування
- Партнерство з 8-м фестивалем соціальної реклами в номінації «Відповідальне споживання енергетичних напоїв»
- Проведення круглого столу «Рожеві окуляри українських батьків: хто сприяє дитячому вживанню алкоголю?» за участю представників Інституту Горшеніна, Комітету сприяння захисту прав дитини, відділу позашкільної освіти, виховної роботи та захисту прав дитини Міністерства освіти і науки України, Батьківського комітету України та представників ВООЗ в Україні.
- Спільно з Інститутом Горшеніна провели соціологічне дослідження на тему: «Рожеві окуляри українських батьків: хто сприяє дитячому споживанню алкоголю»[1]. Інформаційна підтримка соціальної ініціативи та дослідження здійснювало «Русскоє Радіо Україна».

### 2015
- видано посібник для батьків «Основи алкогольного виховання»[2][3]
- проведено круглий стіл «Енергетичні напої: міфи та факти»[4]

### 2017
- Проведено круглий стіл «Користь та ризик від кофеїну та напоїв, які містять кофеїн»[5][6]

### 2018
- Проведення інформаційної кампанії